# Нязепетровський район
Нязепетровський район - муніципальне утворення на північному заході Челябінської області Російської Федерації.
Адміністративний центр - місто Нязепетровськ.

## Географія
Район розташований на Середньому Уралі і охоплює частини Бардимського і Уфалейського хребта. На території району знаходиться найвища точка (563 м над рівнем моря) Бардимського хребта - гора Зюрян (біля селища Арасланова).
Межує:
- З півночі з Нижнесергинським районом і Полевським міським округом Свердловської області;
- Зі сходу з Верхньоуфалейським міським округом Челябінської області;
- З півдня з Кусинським районом Челябінської області;
- Із заходу з Артинським міським округом Свердловської області і Білокатайським районом Республіки Башкортостан.

Лісом зайнято близько 70% території району

## Історія
Протягом декількох століть (до середини XVIII ст.) територію району населяли, в основному, башкири. На башкирських землях Катайської волості П. І. Осокіним був заснований чавуноливарний і залізоробний завод на місці нинішнього Нязепетровська. На початку XIX ст. Пермська Громадянська палата запропонувала башкирам-вотченникам д. Шокурова «пропустити» російських переселенців на лівобережжі річки Уфи; таким чином утворилися селища Голдиревка, Ключі, Межова, Ташкінова.
З 1781 року до 1796 року у складі Красноуфимського повіту Пермської області Пермського намісництва. З 1796 року до 1923 року, як Нязе-Петровська волость c центром в селі «Нязе-Петровський завод», входила до складу Красноуфимського повіту Пермської губернії (в 1919-1923 роках - Єкатеринбурзької губернії).
Нязепетровськ (спочатку -  Нязе-Петровський) район утворений 4 листопада 1923 у складі Єкатеринбурзького округу (з 1924 року - Свердловський округ) Уральської області. З моменту утворення в 1934 році Челябінської області входить до її складу. При цьому змінювався склад населених пунктів, що входили в район. Так, в Нязепетровський район були включені населені пункти, які відносяться до Михайлівського району Уральської області - с. Шемаха, с. Арасланова, д. Ташкінова та ін  (в 1932 році при укрупненні районів Уральської області).

## Економіка
Провідне промислове підприємство - Нязепетровський кранобудівний завод, випускаючий баштові крани. Також працюють підприємства лісової і деревообробної галузей, філія  Челябінського дослідного заводу колійних машин, підприємства залізничного та автомобільного транспорту, комунального господарства, торгівлі та громадського харчування.
З корисних копалин на території району зустрічається мідна руда, є графіт, гіпс, вапняк і, доломіти, глина. У районі річки Суроям - велике родовище титаномагнетитових і апатиттитаномагнетітових руд - Суроямское залізорудну родовище.
Нязепетровський район Челябінської області є ресурсозабезпечуючих для Свердловської області - подаються додаткові обсяги води в Свердловську область з річки Уфа. Для чого і було побудовано Нязепетровск водосховище і планувалося побудувати Верхньо-Араслановське водосховище.